# Сребренка Јуринац
Сребренка (Сена) Јуринац (Травник, 24. октобар 1921 — Нојзес, 22. новембар 2011) је била босанскохерцеговачка хрватска оперска певачица и глумица.
Каријеру оперске певачице започела је у Загребу 1942. године у улози Мими (Боеми), а позната је по наступу у играном филму Лисински 1944. године. Исте године је отишла у Беч где се прикључила Бечкој државној опери. У овој оперској кући је наступала 1.268 пута у 46 разних улога. Тамо је своје име Сребренка ради лакшег изговора променила у „Сена“. Под овим именом је позната широм света.
Сребренкин глас био је снажан и таман сопран, тачно на граници ка мецосопрану. Међу њеним улогама биле су: Мадам Батерфлај, Елизабета (Дон Карлос), Дездемона (Отело), Елизабета (Танхојзер), Ифигенија, Јенуфа, Леонора (Моћ судбине), Композитор (Аријадна на Наксосу), Марија (Воцек), Памина (Чаробна фрула), Тоска...
Пензионисала се 1982. али је и након тога наступала на рециталима.

## Филмске улоге
- „Ивица и Марица“ као вештица (1981)
- као Марија (Воцек, 1972)
- (Аријадна на Наксосу, 1965)
- „Каваљер с ружом“ као Октавијан (1962)
- као грофица (1956)
- „Лисински“ као грофица Сидонија Ердоди Рубидо (1944)